# Marats Kasems
 (mai 2025).
Marats Kasems (né le 14 mars 1990 à Riga, Lettonie) est un journaliste letton et ancien rédacteur en chef de Sputnik Lituanie, un média contrôlé par l'agence d'État russe Rossiya Segodnya. Il est connu pour sa participation aux médias russes, son activité politique en Lettonie et les poursuites judiciaires auxquelles il a été confronté en lien avec la sécurité nationale.

## Enfance et formation
Kasems est né d'un père yéménite et d'une mère lettone. Son père, Fadel Kasem, a servi dans l'armée. Il a étudié le piano à l'école de musique de Salaspils, puis a commencé des études de sciences politiques à l'Université de Lettonie, qu'il n'a toutefois pas terminées. Il a ensuite obtenu un master à l'Université russe de l'Amitié des Peuples.

## Activité politique
En 2013, Kasems s'est présenté au conseil municipal de Salaspils sous l'étiquette du parti Harmonie. Il a été exclu du parti après la diffusion d'une vidéo dans laquelle il exprimait sa frustration par un langage vulgaire concernant les résultats des élections.
En 2018, il a participé aux élections législatives comme candidat de la coalition politique « Pour une alternative » (Par Alternatīvu), se présentant comme journaliste de Rossiya Segodnya.

## Travail dans les médias russes
Kasems a été nommé rédacteur en chef de Sputnik Lituanie. En 2019, les autorités lituaniennes l'ont déclaré persona non grata et lui ont interdit l'entrée sur le territoire pour une durée de cinq ans, invoquant des préoccupations de sécurité nationale.

## Arrestation et procès en Lettonie
Le 30 décembre 2022, Kasems a été arrêté par le Service de sécurité de l'État letton à son retour au pays. Il a été accusé d'avoir soutenu un État étranger dans des actions dirigées contre la République de Lettonie, en vertu de l'article 84 du Code pénal letton. Il a également été soupçonné de violations des Sanctions de l'Union européenne contre la Russie et de délits d'espionnage.
En avril 2023, il a été libéré sous caution et soumis à une interdiction de quitter le pays. En juillet 2023, il a été reconnu coupable et condamné à une amende de 15 500 euros, en tenant compte de ses aveux et de ses remords.

## Interviews ultérieures
En août 2023, Kasems a accordé une interview au site d’information Delfi, où il a décrit son travail pour le dirigeant des médias russes Dmitri Kisselev comme un « sale boulot » mal rémunéré. Il a déclaré qu'il ne souhaitait pas retourner en Russie. L'interview a ensuite été supprimée du site. Dans une autre interview pour la chaîne lettone TV3 Lettonie, il a exprimé son intérêt à se présenter à nouveau au Saeima.

## Opinions
Kasems a soutenu que la Lettonie, en tant que petit État, doit utiliser tous les moyens disponibles pour protéger son espace informationnel. Il a également plaidé pour une identité nationale lettone inclusive, suggérant que tous les résidents de longue date devraient être considérés comme lettons et patriotes. Il a souligné que la popularité des chaînes de télévision interdites révèle des fractures sociales non résolues et des vulnérabilités informationnelles.